# Поллианна
«Поллианна» (англ. Pollyanna) — роман-бестселлер американской писательницы Элинор Портер, опубликованный в 1913 году. Существует продолжение книги «Поллианна вырастает» (англ. Pollyanna Grows Up), написанное самой Элинор Портер, и множество сиквелов других авторов, в частности, Элизабет Бортон, Гарриет Ламмис Смит (Harriet Lummis Smith) и Колин Л. Рис (Colleen L. Reece).

## Экранизации
По мотивам «Поллианны» снято несколько телесериалов и фильмов, из которых наиболее известны экранизация 1920 года с Мэри Пикфорд в главной роли и экранизация 1960 года компании Disney, главную роль в которой исполнила Хейли Миллс. Существует также вольная экранизация 1989 года, где действие перенесено в начало 1960-х годов и продолжается до 1970, основные персонажи сделаны чернокожими и в связи с этим сюжет построен на проблеме борьбы против расовой дискриминации, также добавлен ещё один персонаж — мисс Снонен, своеобразный белый двойник мисс Харрингтон (в фильме — Джонстон).

### Другие экранизации
- Поллианна (порт. Pollyana) — бразильский сериал 1956—1957 годов.
- Поллианна (яп. 愛少女ポリアンナ物語 Ай сё:дзё Порианна моногатари, «История Поллианны, девочки любви») — аниме 1986 года.
- Полли (англ. Polly)  — американский фильм 1989 года
- Поллианна (англ. Pollyanna) — британский фильм 2003 года.
- Поллианна — российский фильм 1998 года.
- Приключения Поллианны (порт. As Aventuras de Poliana) — бразильский сериал 2018—2020 годов.

## Сюжет
Одиннадцатилетняя Поллианна Уиттиер (англ. Pollyanna Whittier) приезжает к своей тёте мисс Полли Харрингтон (англ. Polly Harrington) в штат Вермонт. Отец Поллианны, Джон Уиттиер, скончался, не оставив практически никакого наследства: будучи бедным пастором в маленькой церкви и получая небольшое жалованье, он оставил после себя лишь несколько книг. Так как мать Поллианны давно умерла, а других родственников у неё нет, девочка вынуждена переехать к тёте Полли, которая всё это время не поддерживала никаких контактов с семьей Поллианны. Мать Поллианны, старшая сестра тёти Полли, в своё время вышла замуж за миссионера Джона Уиттиера вопреки желанию родителей, настаивавших на свадьбе с богатым человеком, и отправилась с ним на юг, после чего семья разорвала с ней всякие отношения. Теперь, двадцать пять лет спустя, тётя Полли живёт одна в огромном доме, унаследовав крупное состояние после смерти всех близких. Она педантична, строга и принимает племянницу исключительно из чувства долга. Поллианне она выделяет комнату на чердаке, без зеркала, с голыми стенами и практически без мебели, потому что «ей хотелось по возможности отдалиться от общества ребенка и, одновременно, уберечь богатую обстановку: уж она-то была наслышана, как плохо обращаются дети с хорошими вещами».
Поллианна же является полной противоположностью Полли: очень живая, говорливая и жизнерадостная. Она учит окружающих игре в «радость» (англ. The Glad Game). Играть начали они с отцом давно, когда им среди пожертвований достались костыли: «Мне тогда ужасно хотелось куклу, вот папа и попросил женщину, которая собирала пожертвования. А та леди ответила, что кукол никто не жертвовал, поэтому вместо куклы посылает маленькие костыли». Тогда отец объяснил Поллианне, что нужно радоваться хотя бы потому, что костыли ей не нужны. С тех пор она всегда играла в «радость», находя повод для оптимизма в каждом событии.
В первый же день после приезда Поллианны тётя Полли оставляет её без ужина, велев ужинать хлебом с молоком на кухне, вместе со служанкой Нэнси, на что Поллианна отвечает: «Что вы, тётя, я очень рада. Я люблю хлеб с молоком, и Нэнси мне очень нравится. Мы так хорошо поужинали вместе». Все нравоучения и наказания тёти Полли её племянница воспринимает с восторгом и благодарностью, чем приводит мисс Полли в замешательство. Постепенно тётя Полли привязывается к Поллианне, которая тем временем сделала их город радостным, научив всех жителей города играть в «радость».